# Maccaffertium modestum
Maccaffertium modestum är en dagsländeart som först beskrevs av Banks 1910.  Maccaffertium modestum ingår i släktet Maccaffertium och familjen forsdagsländor. Inga underarter finns listade i Catalogue of Life.

## Bildgalleri

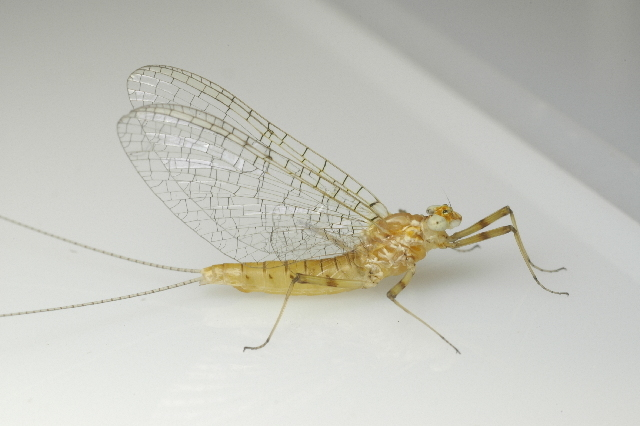